# Крепостные сооружения Беллинцоны
Три за́мка Беллинцо́ны — группа укреплений, расположенных вокруг города Беллинцоны в кантоне Тичино, Швейцария. Группа состоит из замков Кастельгранде (итал. Castelgrande), Монтебелло (Castello di Montebello) и Сассо-Корбаро (Корбарио) (Castello di Sasso Corbaro), а также крепостных стен. Кастельгранде расположен на скалистой вершине над долиной, он соединён с замком Монтебелло каменными стенами. Замок Сассо-Корбаро расположен отдельно на скалистой вершине в 600 м к юго-востоку от двух других. Включены в список объектов Всемирного наследия ЮНЕСКО в 2000 году.

## История
Первые укрепления на месте Кастельгранде были возведены римлянами примерно в I веке до н. э., во время правления Октавиана Августа. После периода некоторого упадка, укрепления были перестроены и расширены в IV веке. Так как местность считалась ключевой для обороны Италии, здесь был построен большой замок, способный вместить римскую когорту (около 1000 человек). В 475 году гарнизон замка отбил нападение численно превосходящего отряда германцев численностью в 900 человек.
После распада Западной Римской империи город принадлежал остготам (около 500 года), потом Византийской империи (середина VI века), а затем лангобардам (примерно с 570 года). В 590 году было отражено нападение франков.
Около 774 года контроль над долиной Тичино и укреплениями Беллинцоны перешёл к Франкскому государству. Замки и стены были укреплены и расширены.
В XI столетии город вместе с укреплениями принадлежал то Римскому Папе, то императору Священной римской империи. В конце XIII века был построен замок Монтебелло.
В 1284, 1292 и 1303 годах два замка выдерживали осады Миланского герцогства. В 1340 году город пал. В 1462 и 1490 годах произведено укрепление замков для противостояния швейцарским кантонам, построен третий замок Сассо Корбаро.
В июле 1499 года французская армия вторглась в Ломбардию и разместила в замках гарнизон. Зимой 1499—1500 гг. восставшие горожане изгнали французов и вступили в Швейцарский союз.
К Наполеоновским войнам укрепления города и замков окончательно потеряли своё значение.

## Кастельгранде
Первый (по времени создания) из замков Беллинцоны — Кастельгранде (Castelgrande) стоит на скалистой возвышенности, имеющей почти отвесные склоны с северной стороны и крутой подъем с юга, но почти плоскую вершину 150—200 метров в диаметре. Естественная форма скалы послужила основой для создания здесь искусственного укрепления с теми же контурами. На холме Кастельгранде первые укрепления были возведены римлянами по крайней мере в конце I века н. э. и до XIII столетия это было единственное фортификационное сооружение в Беллинцоне. За свою историю замок сменил несколько названий: Цитадель (до XIII века), Старый Замок в XIV—XV столетиях, Замок Ури (Uri) с 1506 года и Замок Святого Михаила после 1818 года.
В то время как римские укрепления не сохранились, построенный на их основе средневековый замок (части крепостной стены, возведенные в XIII веке) сохранились до наших дней. В период 1250—1500 гг. замок несколько раз подвергался обширной реконструкции и расширению. При этом, со стороны отвесного склона холма крепостных укреплений не существовало до XIV или XV столетия.
Внутри замковых стен сейчас не осталось каких-либо средневековых построек, и внутреннее пространство Кастельгранде представляет собой открытую площадь.
Результаты археологических исследований показывают, что внутри замка имелись многочисленные постройки, датируемые с XI по XV век, однако большинство из них было снесено герцогами Миланскими, чтобы освободить внутреннее пространство. Открытая площадь была окружена тремя мощными замковыми стенами, которые служили для обеспечения защиты миланских войск, временно размещавшихся в Беллинцоне. В эпоху правления Миланских герцогов внешние укрепления Кастельгранде были усилены. Стены были подняты, расширены, добавлены башни, кроме того западная стена замка была полностью восстановлена и соединена с городскими стенами.

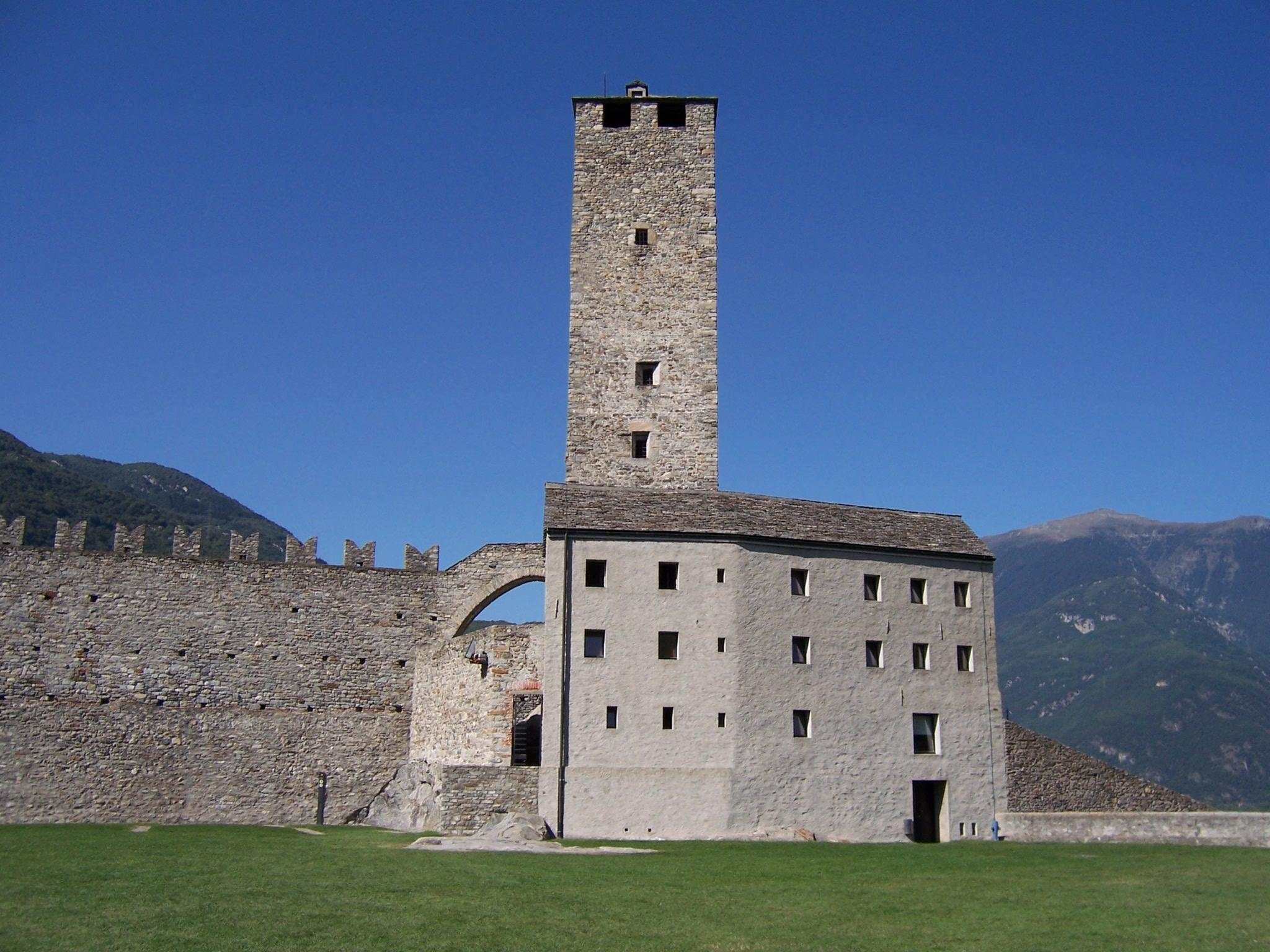
Белая башня

Самая высокая башня Кастельгранде — Торре-Бьянка (Torre Bianca, Белая Башня) построена в XIII веке. Вблизи от башни был расположен дворец епископа Комо (упоминается в документах XII века), который содержит ещё более раннюю каменную кладку X или XI столетия. Соседнее Южное крыло было построено в два этапа в течение XIII и XV веков на фундаменте более раннего здания. К западу от Южного крыла находится здание, которое было построено в XIX веке как арсенал и полностью отреставрировано в XX веке. Археологические раскопки показали, что в замке существовало две часовни, от которых до наших дней сохранились только фундаменты. У западной стены замка находятся руины церкви, возможно, посвященной Богородице. Остальные постройки, находившиеся в пределах замка, были полностью разрушены.
Добраться из Беллинцоны до замка Кастельгранде можно пешком, поднимаясь по крутым, узким улочкам от Рыночной площади в старой части города до городской стены и основания замка, либо на лифте.
В Южном крыле замка располагается отделение музея Беллинцоны, в котором представлены экспонаты от первых поселений в районе Беллинцоны в эпоху неолита до XX столетия.
В здании арсенала XIX века находится ресторан.

## Монтебелло
Замок Монтебелло (Montebello), расположенный на скалистой вершине к востоку от города, связан с Кастельгранде городскими стенами.
Этот замок, известный также как Малый, Новый или Средний Замок в XV столетии и Замок Св. Мартина после 1818 года, был построен до 1313 года для семьи Руска (Rusca), которая владела Беллинцоной после победы над герцогами Висконти. К концу XIV замок перешёл во владение семьи Висконти, которыми он был реконструирован и расширен в период с 1462 по 1490 год до сегодняшнего состояния. В XIX веке замок пришел в упадок, однако в 1903 году был отреставрирован.
В отличие от Кастельгранде, замок Монтебелло не был защищен естественными особенностями рельефа. Поэтому вокруг замка были вырыты глубокие рвы, которые защищали стены. Комплекс замка имеет форму ромба и связан с городскими стенами на юге и севере. Сооружение замка заняло три этапа, которые отчетливо различимы при исследовании его построек: центральная, самая старая часть замка окружена стенами XIV столетия, которые в свою очередь окружены стенами XV века.
Первоначально вход в замок расположен высоко на западной стене, до него можно добраться, поднимаясь по крутой внешней лестнице. Стена XIV века была частично включена в более позднюю стену XV века, но некоторые первоначальные участки стены сохранились нетронутыми. Стена XV столетия расположена в 715 метрах от первоначальных построек замка, окружена с восточной стороны рвом и имеет с северной стороны зубцы. В ходе этой реконструкции на южной стороне стены были устроены новые ворота.
Небольшая часовня, посвященная Святому Михаилу, пристроена к стене в её южной части. Эта постройка датируется примерно 1600 годом.
В башне и бывших жилых помещениях замка Монтебелло размещены экспозиции музея. Музей был открыт в 1974 году и разделяется на две секции: истории и археологии. В исторической секции музея представлены старинные манускрипты, коллекция военного и церемониального оружия. Секция археологии включает керамику, стеклянную посуду, художественные предметы и драгоценности начиная с 1400—1500 гг. до н. э. Музей открыт с марта до ноября.

## Сассо-Корбаро
Замок Сассо-Корбаро (Sasso Corbaro), известный также с 1506 года как Замок Унтервальден (Unterwalden) и Замок Святой Варвары с 1818 года, находится примерно в 600 метрах к юго-востоку от города на скалистом холме. В отличие от двух других замков Беллинцоны, Сассо Корбаро не соединяется стенами с городскими укреплениями. Первые постройки замка с северо-восточной башней были возведены в 1478 году, чтобы закрыть пробел в укреплениях города. В 1479 году в башне был размещён небольшой гарнизон. В мирное время башня использовалась как тюрьма. Юго-западные стены и башня были возведены позже. В XVI—XVII веках замок неоднократно страдал от пожаров, вызванных попаданием молний, и к 1900 году пришёл в запустение.
Замок имеет размеры 25 на 25 метров, укрепления замка образуют крепостные стены (восточная стена толщиной 1,8 метра, другие стены — приблизительно 1 метр) с квадратными башнями в северо-восточном и юго-западном углах. Все стены имеют раздвоенные зубцы. Вход во внутренний двор замка расположен в конце западной стены. В двух зданиях с остроконечными крышами у южной и западной стен замка ранее размещались жилые помещения. В восточной части внутреннего двора находилась часовня.
|              |  |            |  |               |
| Унтервальден |  | Монтебелло |  | Большой замок |